# Hughes MH-6 Little Bird

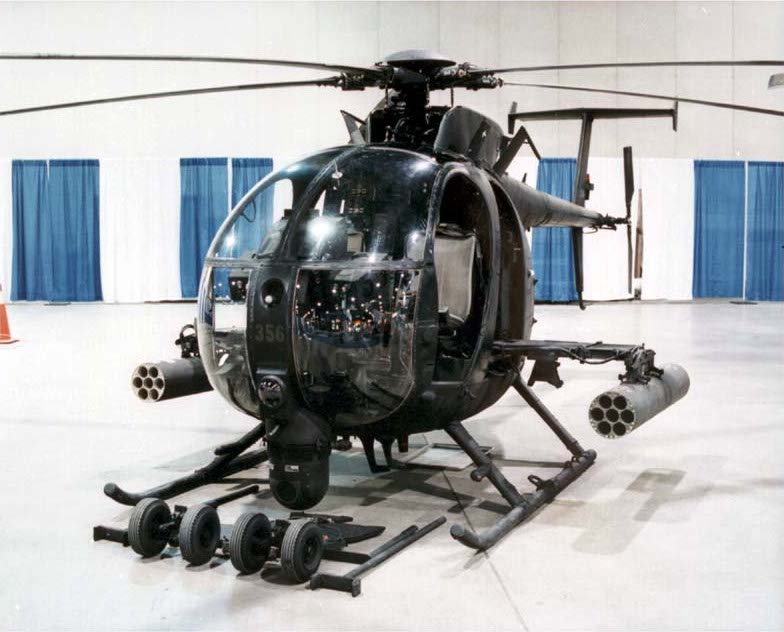
AH-6 Little Bird

MH-6 Little Bird oraz jego szturmowy wariant AH-6 Little Bird – amerykańskie lekkie śmigłowce wielozadaniowe, będące modyfikacją śmigłowca OH-6 Cayuse. Śmigłowce te używane są przez 160th Special Operations Aviation Regiment – lotniczą jednostkę specjalną podlegającą amerykańskiemu dowództwu operacji specjalnych (United States Special Operations Command).
Prace nad MH-6 zaczęły się w 1960 r. W konkursie wzięło udział dwanaście przedsiębiorstw, z których do finału zostały wybrane firmy Fairchild-Hiller i Bell Helicopter Textron, po czym armia zadecydowała o dopuszczeniu do niego także przedsiębiorstwa Hughes. Oblot śmigłowca miał miejsce 27 lutego 1963 r.
Są to lekkie i zwrotne śmigłowce, które w nieuzbrojonej wersji MH-6 z obu stron zamontowane mają ławeczki mieszczące do trzech osób każda, przeznaczone do transportu powietrznego żołnierzy sił specjalnych USA, natomiast w uzbrojonej wersji AH-6 wyposażone są w karabiny maszynowe oraz wyrzutnie kierowanych bądź niekierowanych pocisków rakietowych. Śmigłowce MH-6 operują w miejscach trudno dostępnych dla większych maszyn MH-60 Black Hawk.